# Операция «Немезис»

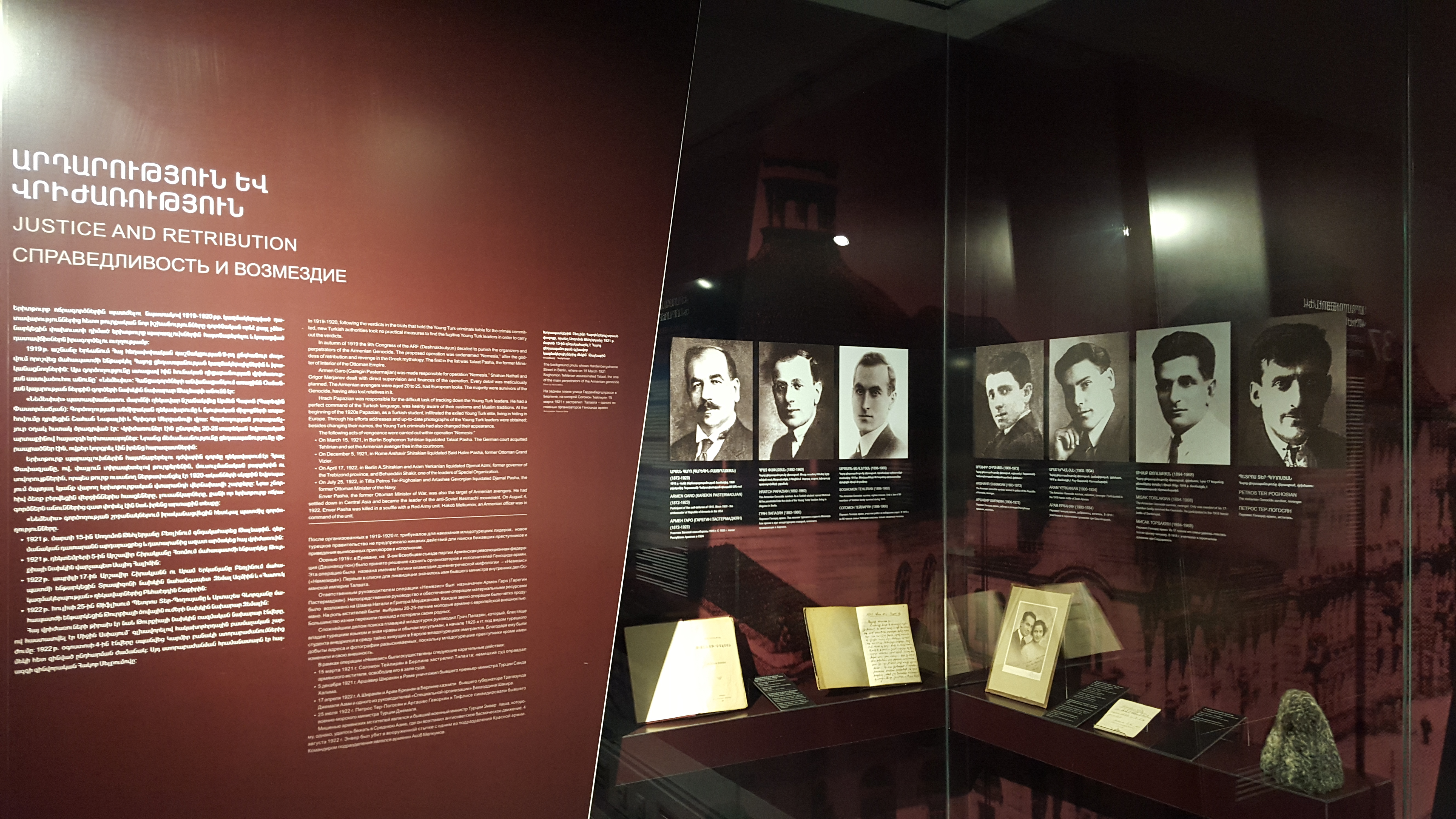
Выставка, посвящённая операции «Немезис» в Цицернакабердe

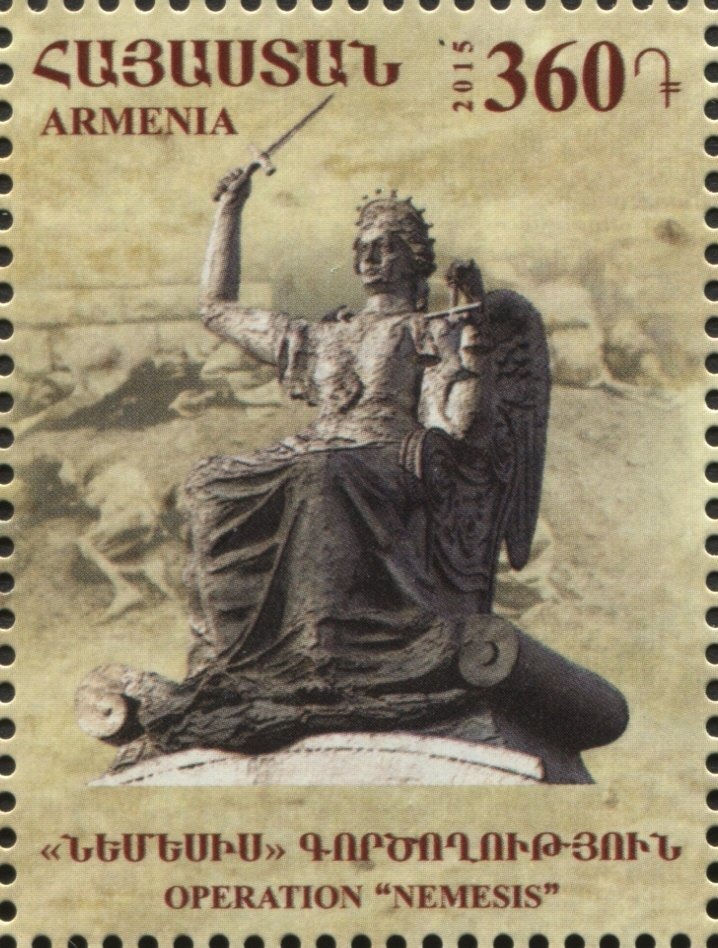
Почтовая марка Армении (2015)

Операция «Немези́с» (арм. Նեմեսիս գործողություն) — акция возмездия партии «Дашнакцутюн» по убийству лидеров Османской империи, причастных к организации Геноцида армян, а также лидеров Азербайджанской Демократической Республики, причастных, по утверждениям организаторов, к резне армян в Баку в 1918 году. Название получила по имени греческой богини мщения Немезиды. Некоторыми авторами рассматривается как террористическая операция. Французский эксперт Ж. Шальян считает эти события редким случаем, когда террористическим путём пытались восстановить справедливость и отомстить за истребление народа.

## Организация операции
Решение о проведении операции было принято в октябре 1919 года на состоявшемся в Ереване IX съезде партии «Дашнакцутюн» по инициативе Шаана Натали. Был составлен список из 650 лиц, причастных к геноциду, из которых отобрали 41, виновных в организации и совершении массовых убийств. Для руководства операцией был организован Ответственный орган (руководитель — посланник Республики Армении в США Армен Гаро) и Особый фонд (руководитель — Шаан Сатчаклян). Оперативное руководство и материальное обеспечение операции осуществляли Шаан Натали и Григор Мерджанов. В сборе информации ключевую роль сыграл Грач Папазян, который под видом турецкого студента проник в эмигрантские круги младотурок. Убийства осуществлялись следующим образом: сначала организовывалась группа в 3—5 человек для слежки, затем один, иногда (в случае, если турок сопровождался телохранителями) — 2—3 человека осуществляли убийство. Основными организационными центрами операции были редакции газет «Чакатамарт» (Константинополь) и «Дрошак» (Бостон). Организаторы операции подчёркивали, что они лишь выполняют приговоры константинопольского суда, который в 1919 году заочно приговорил к смерти организаторов геноцида армян. По словам Аршавира Ширакяна:
Наша организация не имеет плана истребления. Она лишь осуществляет наказание лиц, которые были заочно осуждены и признаны виновными в совершении массовых убийств.

## Основные акты, совершенные в ходе операции
- 19 июня 1920 года в Тифлисе убит бывший премьер-министр Азербайджанской Демократической Республики Фатали хан Хойский, как виновник, по мнению руководителей операции, резни армян в Баку в сентябре 1918 года. Одновременно был ранен бывший министр юстиции Азербайджанской Демократической Республики Халил-бек Хасмамедов. Убийство осуществил Арам Ерканян, вторым участником операции был Мисак Киракосян (ранен в ходе акции)[4].
- 19 июля 1920 года в Тифлисе убит заместитель председателя Национального парламента Азербайджанской Демократической Республики Гасан-бек Агаев[4].
- 15 марта 1921 года в Берлине убит бывший министр внутренних дел Османской империи Талаат-паша, который стоял в «чёрном списке» под № 1. Обвиняемый, Согомон Тейлерян, был оправдан берлинским судом, признавшим, что в момент убийства, Тейлерян, семья которого была убита в ходе геноцида, находился в состоянии невменяемости[5][6][7].
- 5 декабря 1921 года в Риме во время конной прогулки убит бывший великий визирь (премьер-министр) Османской империи в первом кабинете младотурок Саид Халим-паша. Предполагаемый исполнитель — Аршавир Ширакян — не был пойман и благополучно возвратился в Константинополь. Другие участники этой операции — бывший посол Армении в Риме Микаэл Вартанян и агент «М».[4]
- 19 июля 1921 года в Константинополе убит бывший министр внутренних дел Азербайджанской Демократической Республики Бехбуд хан Джаваншир как несущий ответственность за резню армян в Баку в сентябре 1918 года. Обвиняемый, Мисак Торлакян, предстал перед британским военным трибуналом, перед которым также выступили многочисленные свидетели сентябрьской резни. В октябре трибунал признал Торлакяна виновным в убийстве, но не отвечающим за свои действия как совершенные в состоянии аффекта, и выслан в Грецию.[8] Другие участники операции — Ерванд Фундукян и Арутюн Арутюнянц[4].
- 17 апреля 1922 года в Берлине во время семейной прогулки убиты бывший вали Трапезунда Джемаль Азми[англ.] (известный в частности тем, что утопил 15 000 армян[4][9]), и создатель организации Тешкилят-и Махсуса («Специальный комитет»), непосредственно осуществлявшей геноцид — Бехаэддин Шакир, а также телохранитель последнего. Джемала Азми застрелил Аршавир Ширакян, он же ранил Шакира, которого добил Арам Ерканян[4].
- 25 июля 1922 года в Тифлисе был убит бывший министр военно-морских сил Османской империи Джемал-паша, за свою жестокость получивший прозвище «мясник»[10]. Исполнители — Петрос Тер-Погосян и Арташес Геворгян, в организации покушения принимали участие также Заре Мелик-Шахназарян и Степан Цагикян[4].
- В ходе операции «Немезис» были убиты также трое армянских предателей: Мкртич Арутюнян, Ваге Ихссани (Есаян) и Адур Яйсян[11].

## Участники операции

Шаан Натали (1884—1983)
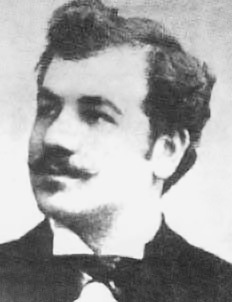
Армен Гаро/Гарегин Пастермаджан (1872—1923)
Мисак Торлакян (1894—1968)
Аршавир Ширакян (1902—1973)
Степан Цагикян (1886—?)
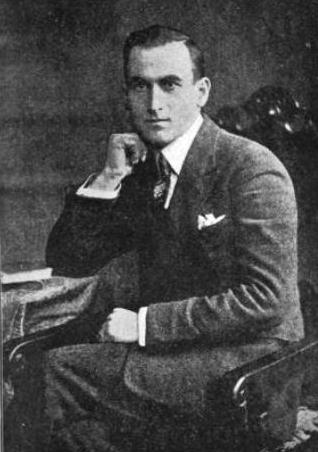
Согомон Тейлерян (1897—1960)

## Убитые в ходе операции

Политические деятели Османской империи
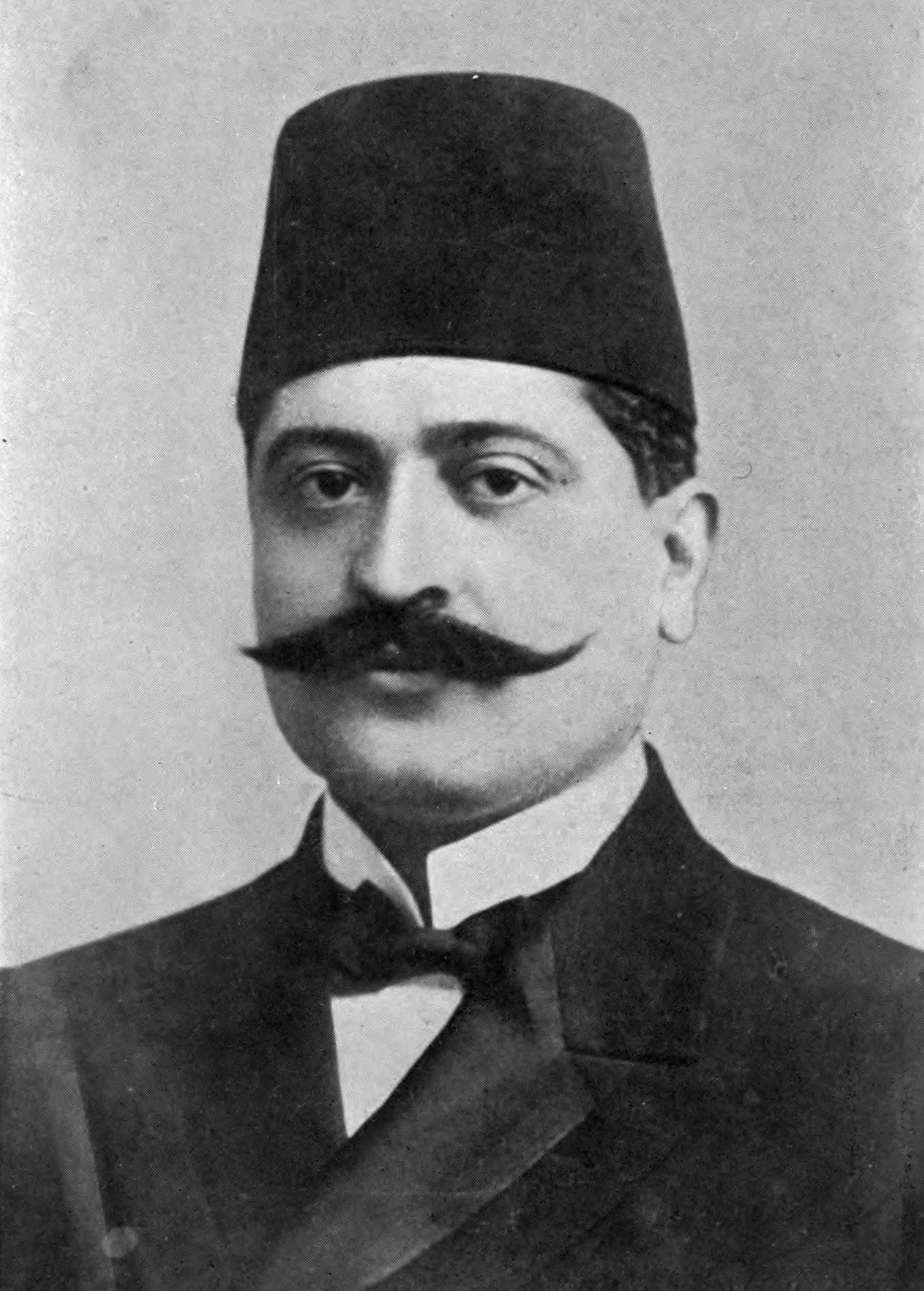
Талаат-паша (1874—1921). Министр внутренних дел Османской империи, один из главных организаторов геноцида армян.
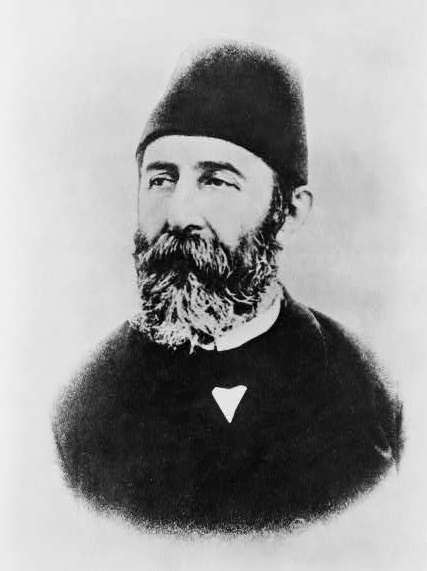
Джемаль-паша (1872—1922). Один из архитекторов внешней и внутренней политики Османской империи
Саид Халим-паша (1863—1921). Один из лидеров младотурок, великий визирь Османской империи
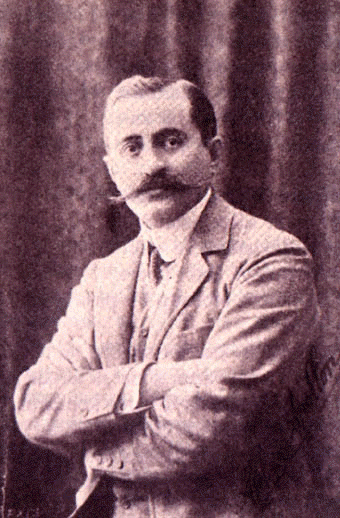
Бехаэддин Шакир (1874—1922). Один из лидеров младотурок
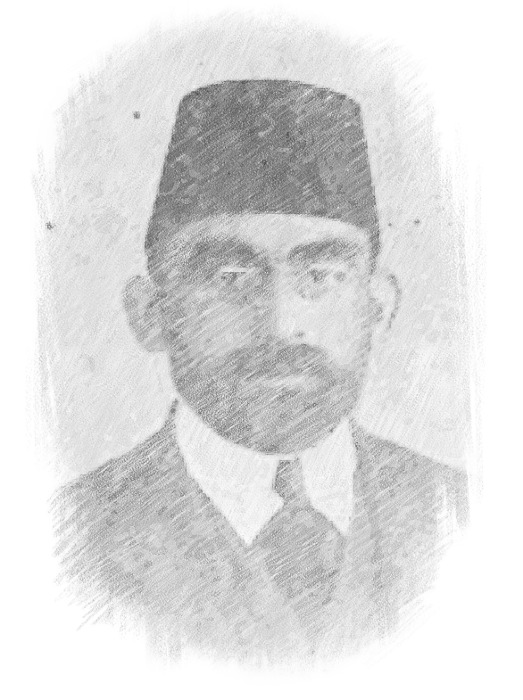
Джемаль Азми[англ.] (1868—1922). Вали Трапезунда

Политические деятели Азербайджанской Демократической Республики
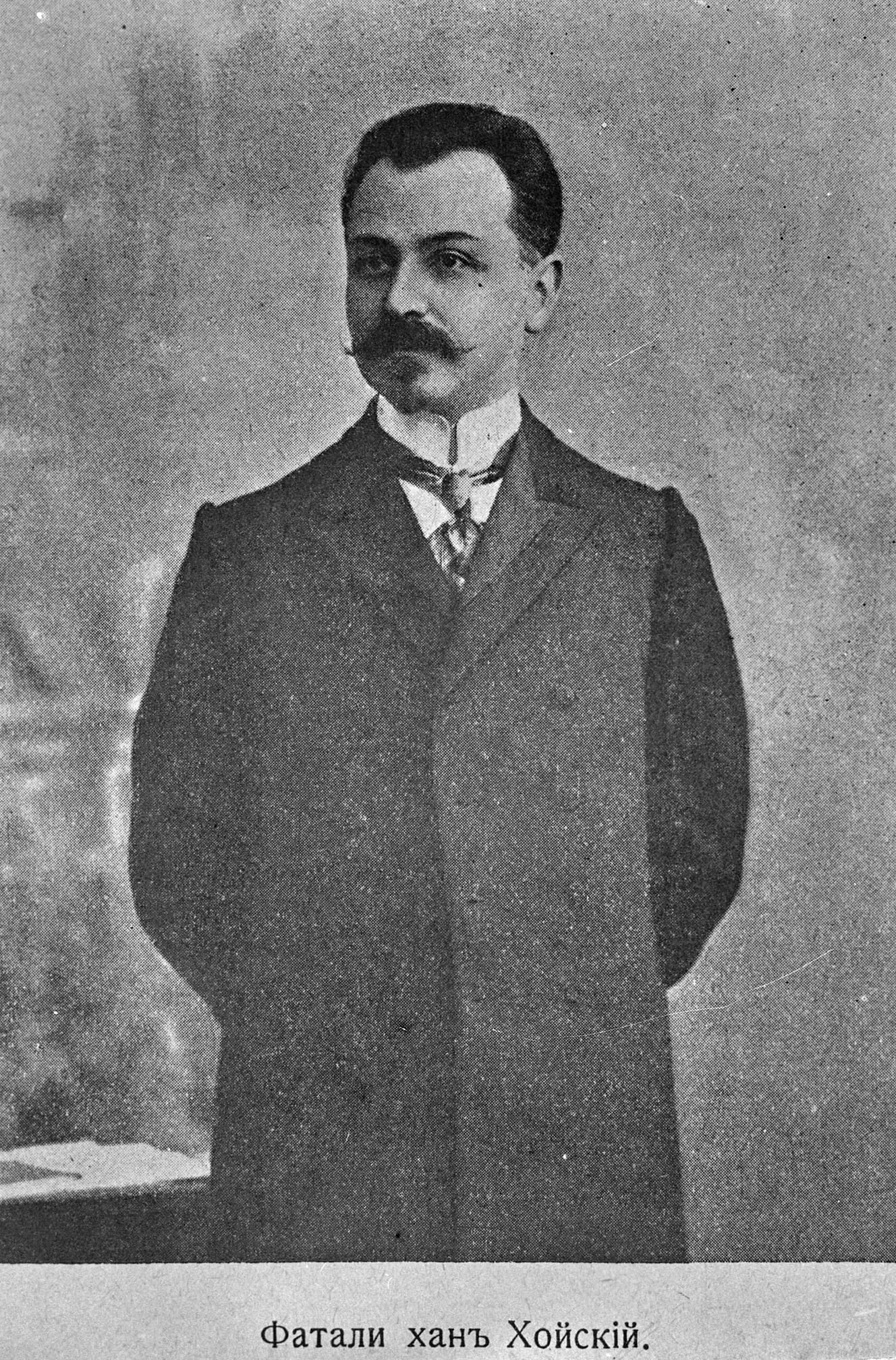
Фатали-хан Хойский (1875—1920). Первый премьер-министр Азербайджанской Демократической Республики
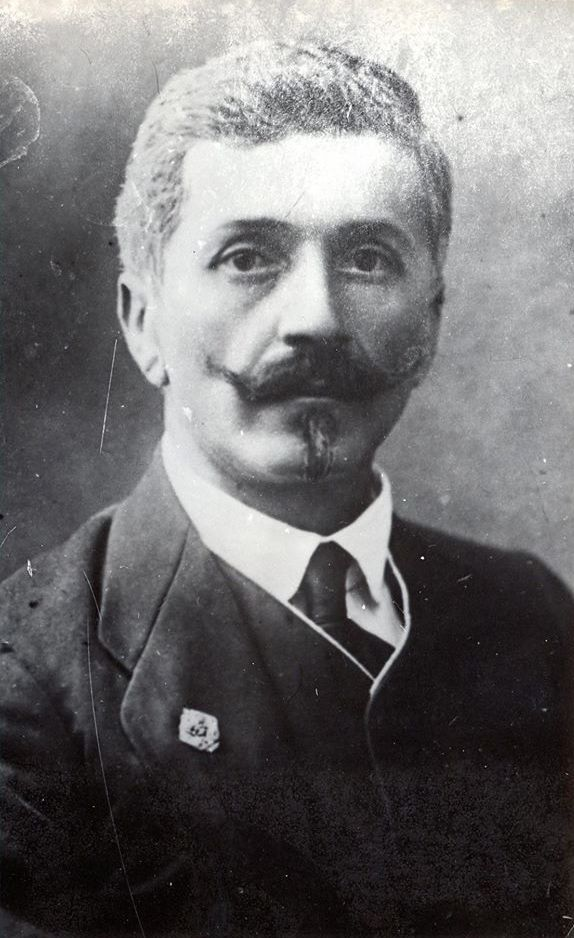
Гасан-бек Агаев (1875—1920). Заместитель председателя парламента Азербайджанской Демократической Республики
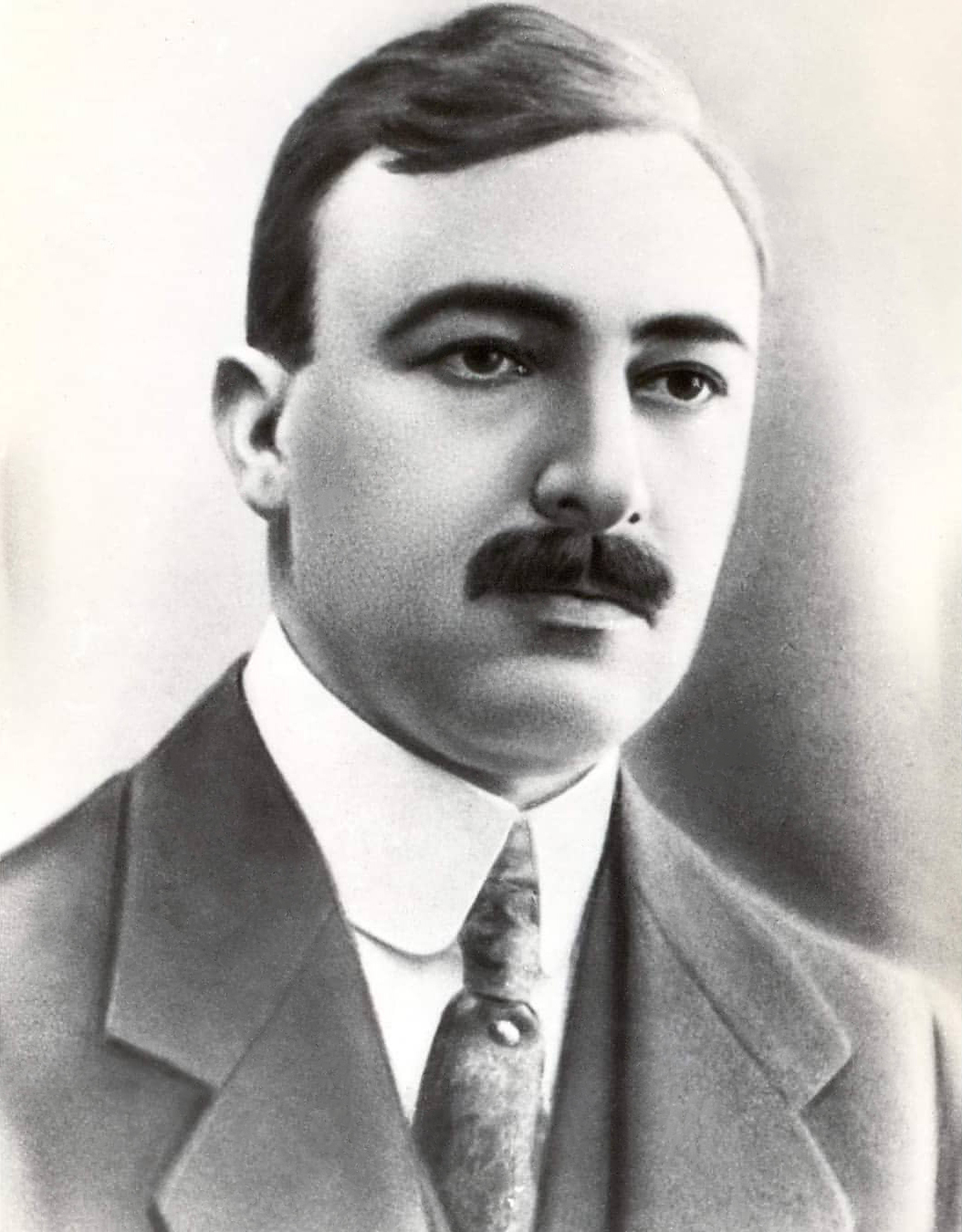
Бехбуд-хан Джаваншир (1877—1921). Министр внутренних дел Азербайджанской Демократической Республики